# Cariniana domestica
Cariniana domestica är en tvåhjärtbladig växtart som beskrevs av John Miers. Cariniana domestica ingår i släktet Cariniana och familjen Lecythidaceae. Inga underarter finns listade i Catalogue of Life.